# MAGIX Music Maker
MAGIX Music Maker is een commerciële digitale muziekeditor, die is ontworpen door het bedrijf Magix voor de consumentensector. De eerste versie van Music Maker is gepubliceerd in 1994. Met meer dan een miljoen verkochte exemplaren, is Music Maker een van de meest verkochte muziekbewerkingsprogramma’s van Europa.

## Functies
- 64 sporen voor audio, MIDI en video
- 3.500 klanken & loops
- Lead Synth
- Drum Engine
- Vita Sample Player
- Loop Designer
- BeatBox 2
- Gitaarversterker Vandal SE
- Sound import (digitale muziekbestanden, echte instrumenten of stemmen)
- Mixer, MIDI-Editor, Synthesizer
- Geluidseffecten (compressor, chorus, delay (mono, stereo, ping pong), distortion, equalizer, filter, flanger, limiter, reverb, vocoder)
- Virtuele instrumenten (gitaar, bass, drum, en piano)

### Bestandsformaten en interfaces
| Import     | WAV, MP3, Ogg Vorbis, WMA, QuickTime, MIDI, CD-A, BMP, JPEG, AVI, MXV, WMV                               |
| Export     | WAV, MP3, Ogg Vorbis, WMA, QuickTime, MIDI, CD-A, BMP, JPEG, AVI, MXV, WMV, MP3 Surround (Premiumversie) |
| Interfaces | Asio, VST, Rewire, DirectX                                                                               |